# Curt Viberg
Curt Agaton Viberg, född 5 september 1908 i Stockholm, död 28 december 1969 i Visby, var en svensk målare och inredningsarkitekt.
Viberg var gift med Ingrid Cecilia Westerberg. Hans konstnärliga förmåga upptäcktes av Yngve Lundström när han arbetade som hantlangare vid Lundströms större arbeten. Efter uppmaning studerade han konst vid Kungliga konsthögskolan i Stockholm 1930–1934 och genom självstudier under resor till Tyskland och Frankrike under 1930-talet samt Norge och Danmark under 1940-talet.
Han bodde största delen av sitt liv på Gotland. Han har målat bibliska motiv. Han arbetade även med glasmålningar till Klosters kyrka i Eskilstuna. Han utförde en målning med fiskare i Fors kyrka, Eskilstuna. Han gjorde åtskilliga väggmålningar till krogar. Gamla stadens Gästgifveri på Gästis i Eskilstuna 1953.
Han gjorde sig känd som en modern kyrkmålare och utförde bland annat altartavlor till Umeå stads kyrka, Norra Degerfors (Vindelns kyrka), Loftahammars kyrkor och Havstenssunds kapell i Göteborgs och Bohus län. På Göteborgs stadsteater utförde han en större fondmålning och för en restaurang kedja i Skåne utförde han målningar i Malmö och Lund. Han utförde offentlig utsmyckning till dekorativa byggnader, delvis i samarbete med V. Lundström. Till Svenska paviljongen på värdutställningen i New York 1939 målade han en större fondmålning som efter utställningens slut flyttades till aulan på Minneapolis universitet, USA. Han medverkade under en följd av år i Gotlands konstförenings utställningar i Visby och Konsthantverkets gilles utställningar i Stockholm. Hans stafflimålningar är utförda i olja, gouache eller akvarell.